# 行动者网络理论
行动者网络理论（英語：Actor–network theory，ANT）是社会理论的一种理论和方法论方法，它认为社会和自然世界中的所有事物都处在不断变化的关系网络中。它假定在这些关系之外再无他物。社会状况中涉及的所有因素都在同一水平上，因此，除了网络参与者当前的互动之外，没有外部社会力量。该理论因此认为，在创造社会环境的过程中，物体、思想、过程以及任何其他相关因素与人类同等重要。
行动者网络理论认为社会力量本身并不存在，因此不能用来解释社会现象。相反，应该以严格的经验分析来“描述”而不是“解释”社会活动。只有在此之后，才可以引入社会力量的概念，并且只能作为一种抽象的理论概念，而不是世界上真正存在的事物。
尽管其最知名的而有争议的观点是认为非人类有行动或/和参与进入系统或网络的能力，但除此之外，行动者网络理论也涉及了对传统和批判社会学的激烈批评。它是由科学技术研究（STS）学者米歇尔·卡龙、Madeleine Akrich和布鲁诺·拉图尔、社会学家约翰·劳等人提出的。从技术上讲，它更像是“物质-符号”（material-semiotic）方法。这意味着它映射的关系既是物质的（物体之间）也是符号的（概念之间）。它假定许多关系既是物质关系又是符号关系。
从广义上讲，行动者网络理论是一种社会建构主义的方法，因为它避免对事件或创新的本质主义解释（例如，在解释一个成功的理论时，行动者网络理论会理解使之成功的元素的组合和相互作用来解释它的成功，而不是说它是正确的而其他是错误的）。同样，行动者网络理论本身并不是一个有凝聚力的理论，而是一种策略，可帮助人们对术语和其中的未被察觉的假设保持敏感。它与众不同的物质-符号方法使之与许多其他的科学技术学以及社会网络理论不同。

## 背景
行动者网络最早是在1980年代初期由国立巴黎高等矿业学校社会创新中心（Centre de Sociologie de l'Innovation，CSI）工作人员（米歇尔·卡龙和布鲁诺·拉图尔）以及访问人员（包括约翰·劳）提出的。约翰·劳和社会学家彼得·洛奇（Peter Lodge）共同撰写的1984年的著作《社会科学家的科学》（Science for Social Scientists; London: Macmillan Press Ltd.）是早期探索用行动者网络的互动来分析和解释知识的增长和结构的一个例子。该方法最初是为了理解科学技术的创新和知识创造过程而创立的，借鉴了科学技术学的现有工作、大型技术系统的研究，以及包括阿尔吉达斯·朱利安·格雷马斯的符号学、哲学家米榭·塞荷以及年鑑學派的著作在内的一系列法国思想资源。
行动者网络理论似乎反映了法国後結構主義的许多关注点，尤其是对非基础的和多重的物质-符号关系的关注。同时，和大多数受后结构主义影响的方法相比，它更深地植入了英语学术传统中。大量通过定性的经验案例研究对理论发展的研究投入，反映了它在（主要是英语的）科学技术研究中的地位。它与（主要来自美国的）大型技术系统的相关著作间的联系体现在它愿意以囊括政治、组织、法律、技术和科学因素的，公平的方式来分析大规模技术的发展。
行动者网络理论的许多特点鲜明的工具（包括翻译、广义对称性和“异质网络”的概念）以及用于反映科技创新的科學計量學工具（“共词分析”）最初是在1980年代主要在CSI及其周围发明的。拉图尔在1987年的著作《行动中的科学》（Science in Action）中对行动者网络理论的“最新技术”进行了详尽的描述。
1990年左右开始，行动者网络理论被广泛用作科学技术学以外的其他领域中的分析工具。许多作者在组织分析、信息学、健康研究、地理、社会学、人类学、女性主義研究、技术交流和经济学的各个部分中选用并发展了该方法。
截至2008年，行动者网络理论是一种广泛用于分析异质关系的物质-符号学方法。在某种程度上，由于流行，它有时会被以另外的，甚至互相矛盾的形式解释和使用。当前的行动者网络理论中缺乏正统，不同的作者可能以根本上不同的方式使用该方法。

## 核心概念

### 行动者
行动者（actor）或行为体是指行动的事物或被其他事物授予行动的事物。它不隐含人类个体行为者或一般人类的动机。只要能充当行动的来源，任何事物都可以是行动者。换句话说，在这种情况下，行动者可以认为是任何做了事的实体。例如，“巴斯德网络”中的微生物不是惰性的，它们会使未灭菌的材料发酵，而灭菌后的材料则不受影响。如果他们采取了其他行动，也就是说，如果他们不与路易·巴斯德合作——如果他们不采取行动（至少根据巴斯德的意图）——那么巴斯德的故事就可能会有所不同。有鉴于此，拉图尔会将微生物视作行动者。
在行动者网络理论的框架下，广义对称性（generalized symmetry）原理要求在考虑网络之前，所有实体必须用相同的术语来描述。实体之间的任何差异都是在关系网络中产生的，在应用任何网络之前是不存在的。

#### 人类行动者
人类通常是指人和人的行为。

#### 非人类行动者
传统上，非人类实体指生物（包括动植物等）、地质和自然力量，以及人类创造的艺术、语言。在行动者网络理论中，非人类涵盖了多种实体，包括事物、物品、动物、自然现象、物质结构、运输设备、文本和经济商品。但非人类行动者不包括人类、超自然生物和自然界中的其他符号对象。

### 行动者网络
顾名思义，行动者网络是行动者网络理论中的核心概念。拉图尔指出，“网络”一词存在一些问题，因为它有许多多余的含义。首先，它意味着所描述的内容具有网络的形状，但事实未必如此。其次，它暗示“无变形的交通”，但在行动者网络理论中，这是不可能的，因为任何行动者网络都会涉及大量的转译。然而，拉图尔仍然认为网络一词是一个合适的，因为“它没有先验顺序关系；它与社会上层和底层的价值论神话无关；它决不会假设特定位点是宏观的还是微观的，并且不会修改研究元素‘a’或元素‘b’的工具。”“网络”一词的用法与德勒兹和Guattari所说的“根茎”非常相似。拉图尔甚至半开玩笑地说，假如听起来更顺耳，他就不会反对将行动者网络理论更名为“行为体-根茎本体论”，这也暗示拉图尔对“理论”一词并不完全满意。
行动者网络理论试图解释物质-符号网络如何共同发挥整体作用；参与创造意义的行动者群体既是物质的，又是符号学的。作为其一部分，它可能会考虑寻求显性策略，将不同元素一起关联到网络中，以使它们形成表面上一致的整体。这些网络可能是瞬态的，存在于不断的制造和再制造中。这意味着关系需要反复“表现”，否则网络将瓦解。他们还假设关系网络在本质上不是一致的，可能确实包含冲突。换句话说，社会关系只存在于过程中，且必须被持续地表现。
行为体（英語：actant）表示人类和非人类行动者，并且在网络中由于彼此之间的关系而呈现出它们的形态。它假定关系网络之外不存在任何东西，并且如上所述，认为技术、人类、动物或其他非人类的行动者的行动能力没有差异（且只存在已确定的联盟）。一个行动者与行动者网络互动后，它也立即进入关系网中，并成为这个整体的一部分。
上述的巴斯德的故事介绍了各种不同物质构成的模式化网络，该理念称作“异质网络”。模式化网络的基本思想是，在社会中或在任何社会活动和网络中，人都不是唯一的因素或贡献者。因此，这种网络是由机器、动物、物品和任何其他对象组成的。人们可能很难想象非人类行动者在网络中的角色。例如，如果两个人正在通过文本交谈。以目前的技术，他们可以在不见面的情况下相互交流。他们写信或打字时，交流实际上不是由两人中的任何一人来转义的，而是由物体构成的网络来转义的，比如纸和电脑。
推演其逻辑结论，则几乎任何行动者都可以视作其他较小行动者的总和。汽车是复杂系统的一个例子，它包含许多电子和机械元件，但对于驾驶员来说，所有这些组件基本上都是看不见的，驾驶员只是将汽车作为单个对象来处理。这种效果被称为点化（punctualization/punctualisation），类似于面向对象程序设计中的封装。
当行动者网络崩溃时，点化效果也趋于停止。在上面的汽车案例中，发动机故障会使驾驶员意识到汽车是零件的集合，而不是仅仅能够将他或她从一个地方运输到另一个地方的车辆。当网络的元素与整个网络的行为相反时，也会发生这种情况。拉图尔在《潘多拉的希望》（Pandora's Hope）一书中，将去点化（depunctualization）的过程比拟作黑盒子的开启。关闭时，盒子被简单地视为一个盒子，但当它打开时，其中所有的元素都可看见。

### 转译
转译（translation）是行动者网络理论的核心概念，它有时也称为转译社会学，创新者在其中尝试创建一个论坛（forum），即一个中央网络，所有参与者都认为该网络值得建设并保护。Michel Callon于1986年进行的关于如何海洋生物学家试图恢复在圣布里厄湾（St Brieuc Bay）的扇贝来提高扇贝产量的研究中，定义了转译的4个节点：
1. 问题呈现（problematisation）：研究人员通过确定他们的性质和问题，试图树立自己在事件的其他参与者中的地位，然后宣称，只要行动者们对研究人员提出计划的“强制通行点”（obligatory passage point，OPP）达成一致，问题就可以得到补救。
2. 权益赋予（interessement）：研究人员使用的一系列程序，将其他行动者与计划中设定的他们的角色绑定。
3. 征召：研究人员的一系列策略的集合，用来定义和联系分配给其他成员的众多角色。
4. 动员：研究人员使用一系列的方法，确保各种关键群体的表面代言人能够适当地代表这些群体，而不会被后者欺骗。

对这一概念来说，网络客体的作用也很重要，它通过在复杂的人员、组织或条件之间建立等价关系，使转译过程更顺畅。布鲁诺·拉图尔在他的作品《重组社会》（Reassembling the Social，2005）中谈到了客体的这一特殊任务。

### 准客体
准客体是一种实体，其特征在于它具有连接性，能够编织网络、社会集体和关联（如篮球、语言或面包）。
在上文的例子中，“社会秩序”和“正常工作的汽车”是通过它们各自的行动者网络之间成功的相互作用而形成的，而行动者网络理论将这些产物称为代号（token）或准客体（quasi-object），它们在网络内部的行动者之间传递。
随着代号越来越多地通过网络传传递，它会变得越来越点化且越来越物化。当代号的传递减少时，或行动者无法传递代号时（例如油泵发生故障时），点化和物化也将减少。

## 其他概念

### 物质-符号方法
尽管被称为“理论”，但行动者网络理论通常不解释“为什么”网络的形式如此。它是一种全面探究网络（可以是多种不同的事物）内部联系的方法。拉图尔（Latour）指出：“解释不是从定义中推断出的；它是更进一步的定义。”换句话说，它不是哪一个事物的理论，而是一种方法，或者如拉图尔所说，是一本“指引手册（how-to book）”。
该方法与其他版本的物质-符号学（特别是哲学家吉尔·德勒兹、米歇尔·福柯和女权主义学者唐娜·哈拉维的著作）有关。它也可以被视为忠于民族学方法论的见解及其对常见活动、习惯和程序如何自我维持的详细描述的一种方式。尽管拉图尔反对这种比较，但行动者网络理论和符號互動論方法（例如较新版本的紮根理論，例如情境分析）之间存在相似之处。
尽管行动者网络理论主要与科学技术研究和科学社会学有关，但它在社会学的其他领域也一直在稳步发展。行动者网络理论具有彻底的经验主义特性，因此通常可以为社会学研究提供有用的见解和工具。行动者网络理论已应用于身份和主观性、城市交通系统以及激情和成瘾的研究。行动者网络理论在政治社会学和历史社会学的应用也在稳步发展。

### 中介者和转义者
中介者（intermediary）和转义者（mediator）之间的区别是行动者网络理论的关键。中介者是（对于作为研究对象的事态而言）没有区别的实体，因此可以忽略。他们或多或少地传递了其他一些实体的力量，但没有进行任何变形，因此缺乏研究价值。转义者是生产差异的实体，因此应该成为研究对象。它们的输出不能通过输入来预测。从行动者网络理论的角度来看，社会学倾向于将世界上过多的人和事物视为中介者。
例如，社会学家可能会以丝绸和尼龙为中介者，认为前者“指”、“反映”或“象征”上层阶级，而后者则对应下层阶级。从这种观点来看，现实世界中的丝绸与尼龙的区别是无关紧要的——许多其他物质的区别也能够且确有传达类似的阶级区别。但是作为转义者时，这些织物必须由分析者研究其特征：此時丝绸和尼龙的内部现实世界的复杂性因而被凸顯，并被视为积极地建构了意识形态的区别，而这些区别只是它们曾经反映出来的。
对于忠实的行动者网络理论分析者而言，社会的事物（如丝绸和尼龙的品味的阶级差异）、群体和权力必须通过与复杂的转义者进行复杂的互动来不断地建构或表现。單獨存在的社会活动無法藉由互动進行反映、表达或实体化。

### 反身性
在相对主义理论中，反身性（reflexivity）被视为一个问题。它要求观察者既要为自己谋求一个其他人没有的地位，又要像其他人一样保持沉默，不承认任何特权地位。社会特权和知识的限度皆不存在。如果行动者能够解释其他人，那么他们就会这样做。如果做不到，他们仍然会尝试。

### 混杂性
混杂性（hybridity）的概念相信人类和非人类都不是纯粹的，即某种意义上，“人类”和“非人类”都不是绝对意义的，而是通过二者之间相互作用而创造出来的存在。因此，人类被视为准主体，而非人类被视为准客体。

## 行动者网络理论与特定学科
近年来，越来越多的学者将行动者网络理论作为分析工具，引入社会学以外的一系列应用学科，包括护理、公共卫生、商业（Klein和Czarniawska，2005）、城市研究（Farias和Bender，2010），以及社区、城市和区域规划（Beauregard，2012；Beauregard和Lieto，2015；Rydin，2012；Rydin和Tate，2016，Tate，2013）。

### 国际关系
行动者网络在國際關係學和政治学学科中的应用变得越来越突出。
理论方面，国际关系学者采用行动者网络来打破传统的世界政治二元论（文明/野蛮、民主/专制等），並更加注重以后人类主义的角度理解国际关系、探究國際政治於物質面的底層結構，以及關注由科技塑造的能動性造成的影響。
经验方面，国际关系学者利用了行动者网络理論來研究各种政治现象，例如酷刑和无人机的使用、海盗和海事管理，以及垃圾處理。

### 设计
行动者网络理论也可以应用到设计中，其使用的视角不仅限于分析物品的结构。从行动者网络理论的角度来看，设计是一系列功能，它们构成了社会、心理和经济的世界。行动者网络理论认为，物品旨在塑造人类的行为和个性或影响决策。通过这种方式，物品的设计可以转义（mediate）人际关系，甚至可以影响我们的道德、伦理和政治。

### 文学批评
文学评论家芮塔·菲尔斯基认为，行动者网络理论为文学批评和文化研究领域提供了重要的解释和参与文学文本的新模式。她表示拉图尔的模型有能力“让我们摆脱怀疑的束缚”，并为与批判有关的问题提供有意义的解决方案。该理论对她提出后批判至关重要。菲尔斯基指出，将行动者网络理论应用于文学研究的目的“不再是降低或减少我们所研究的文本的真实性，而是增强它们的真实性，作为充满活力的共同行动者和重要的伴侣”。

### 宗教人类学
在人类学家对基督教的研究中，已有对应用行动者网络理论的多种应用方式，旨在理解人类如何与非人类行动者互动。一些人对宗教人类学领域提出了批评，认为它倾向于认为上帝不是社会行动者。行动者网络理论被用于问题化上帝作为非人类行动者的角色，并谈论上帝如何影响宗教实践。另一些人则使用行动者网络理论来谈论宗教建筑的结构和位置，尤其是在跨文化背景下，可以将建筑视为使上帝的同在变得切实可见的主体。

## 批评
行动者网络理论坚持非人类有成为行动者或网络和系统参与者的能力。包括兰登·温纳在内的一些批评者认为，意向性之类的特性已从根本上将人与动物或“东西”区分开来（见活動理論）。行动者网络理论学者则以下述论点回应：
- 他们没有给非人类赋予意向性或类似的属性。
- 他们的能动性的概念并不以意向性为前提。
- 他们的能动性既不是处于类“主体”中，也不不处于非人类“客体”中，而是在人与非人的异质联系中。

批評者認為行动者网络理论是不道德的。Wiebe Bijker对此回应，行动者网络理论未必是不道德的；研究可能會帶有道德或政治立场，但在确定立场之前必须先表述其网络。斯图尔特·夏皮罗（Stuart Shapiro）进一步論述，将行动者网络理论与生态学历史进行了对比，他主張研究决策是基於道德的，而非方法论的，但是其道德层面並沒有被重視。
惠特尔（Whittle）和斯派塞（Spicer）指出：“行动者网络理论还试图超越以決定論将组织现象追溯到强人、社会结构、霸权话语或技术影响的架構。行动者网络理论更傾向從行动者之间的連結中找出因果关系的模式。”他们认为，行动者网络理论的本体论现实主义使其“较缺乏能力来追求对组织进行批判性解释，即认识到现实展现的本质，考虑知识的局限性，并试图挑战支配结构。”这意味着行动者网络理论不会考虑诸如权力之类的既存结构，而是将这些结构视为网络中者行动者的行为及其为追求自身利益而进行调整的能力的产物。因此，行动者网络理论可以看作是将辉格史重新引入科学技术研究的尝试；就像英雄发明家的神话一样，行动者网络理论的尝试可以看作是在解释成功的创新者时仅仅说是成功的那样。同样，对于组织研究，惠特尔和斯派塞称行动者网络理论“不适合用於开发市场管理主义的政治替代方案”。
早期的主要批评来自科学社会研究界的其他成员，特别是Collins和Yearley之间的“认识论的鸡”辩论，以及拉图尔（Latour）、卡伦（Callon）以及伍尔加尔（Woolgar）的回应。Collins和Yearley批评行动者网络理论陷入了无限的相对主义倒退。一些评论家认为，基于行动者网络理论视角的研究仍然完全是描述性的，无法为社会过程提供解释。行动者网络理论像可比较的社会科学方法一样，需要研究人员做出判断，以确定哪些行动者在网络中重要，哪些不重要。也有批评家认为，在没有“网络外”标准的情况下，确定特定行动者的重要性（例如在给定哥德尔不完备定理的情况下对一个看似自洽但似是而非的系统的逻辑证明）是不可能的。类似地，也有人认为行动者网络有可能退化为无尽的关联链（六度分隔理论——我们彼此相连）。其他研究角度，例如社会建构主义、科技的社會形塑、社会网络理论、规范化过程理论和創新擴散理論，被视为行动者网络理论方法的重要替代方法。
布鲁诺·拉图尔本人在一个名为“关于废止行动者网络”（On Recalling ANT）的研讨会上说，“行动者-网络理论”（actor-network theory）有四处错误：“行动者”、“网络”、“理论”和连字符。但是，在后来的书中，拉图尔接受了该术语的使用，“包括连字符”。:9他还指出，自己得到了善意的提醒，即的首字母缩写（蚂蚁）“非常切合盲目、鼠目寸光、工作狂、嗅探行迹和集体主义的旅行者”——这正是行动者网络的认识论定性标志。

## 延伸阅读
- Carroll, N., Whelan, E., and Richardson, I. (2012). Service Science – an Actor Network Theory Approach （页面存档备份，存于）. International Journal of Actor-Network Theory and Technological Innovation (IJANTTI), Volume 4, Number 3, pp. 52–70.
- Carroll, N. (2014). Actor-Network Theory: A Bureaucratic View of Public Service Innovation （页面存档备份，存于）. Chapter 7, p. 115-144. In Ed Tatnall (ed). Technological Advancements and the Impact of Actor-Network Theory, IGI Global.
- Online version of the article "On Actor Network Theory: A Few Clarifications" （页面存档备份，存于）, in which Latour responds to criticisms.
- Introductory article "Dolwick, JS. 2009. （页面存档备份，存于） The 'Social' and Beyond: Introducing Actor–Network Theory" （页面存档备份，存于）, which includes an analysis of other social theories
- ANThology. Ein einführendes Handbuch zur Akteur–Netzwerk-Theorie, von Andréa Belliger und David Krieger, transcript Verlag (German)
- Transhumanism as Actor-Network Theory "N00bz & the Actor-Network: Transhumanist Traductions" （页面存档备份，存于） (Humanity+ Magazine) by Woody Evans.
- John Law (1992). "Notes on the Theory of the Actor Network: Ordering, Strategy, and Heterogeneity （页面存档备份，存于）."
- John Law (1987). "Technology and Heterogeneous Engineering: The Case of Portuguese Expansion." In W.E. Bijker, T.P. Hughes, and T.J. Pinch (eds.), The Social Construction of Technological Systems: New Directions in the Sociology and History of Technology (Cambridge, MA: MIT Press).
- Gianpaolo Baiocchi, Diana Graizbord, and Michael Rodríguez-Muñiz. 2013. "Actor-Network Theory and the ethnographic imagination: An exercise in translation （页面存档备份，存于）". Qualitative Sociology Volume 36, Issue 4, pp 323–341.
- Seio Nakajima. 2013. "Re-imagining Civil Society in Contemporary Urban China: Actor-Network-Theory and Chinese Independent Film Consumption." Qualitative Sociology Volume 36, Issue 4, pp 383–402.  （页面存档备份，存于）
- Isaac Marrero-Guillamón. 2013. "Actor-Network Theory, Gabriel Tarde and the Study of an Urban Social Movement: The Case of Can Ricart, Barcelona." Qualitative Sociology Volume 36, Issue 4, pp 403–421.  （页面存档备份，存于）
- John Law and Vicky Singleton. 2013. "ANT and Politics: Working in and on the World （页面存档备份，存于）". Qualitative Sociology Volume 36, Issue 4, pp 485–502.